# Navigators Insurance

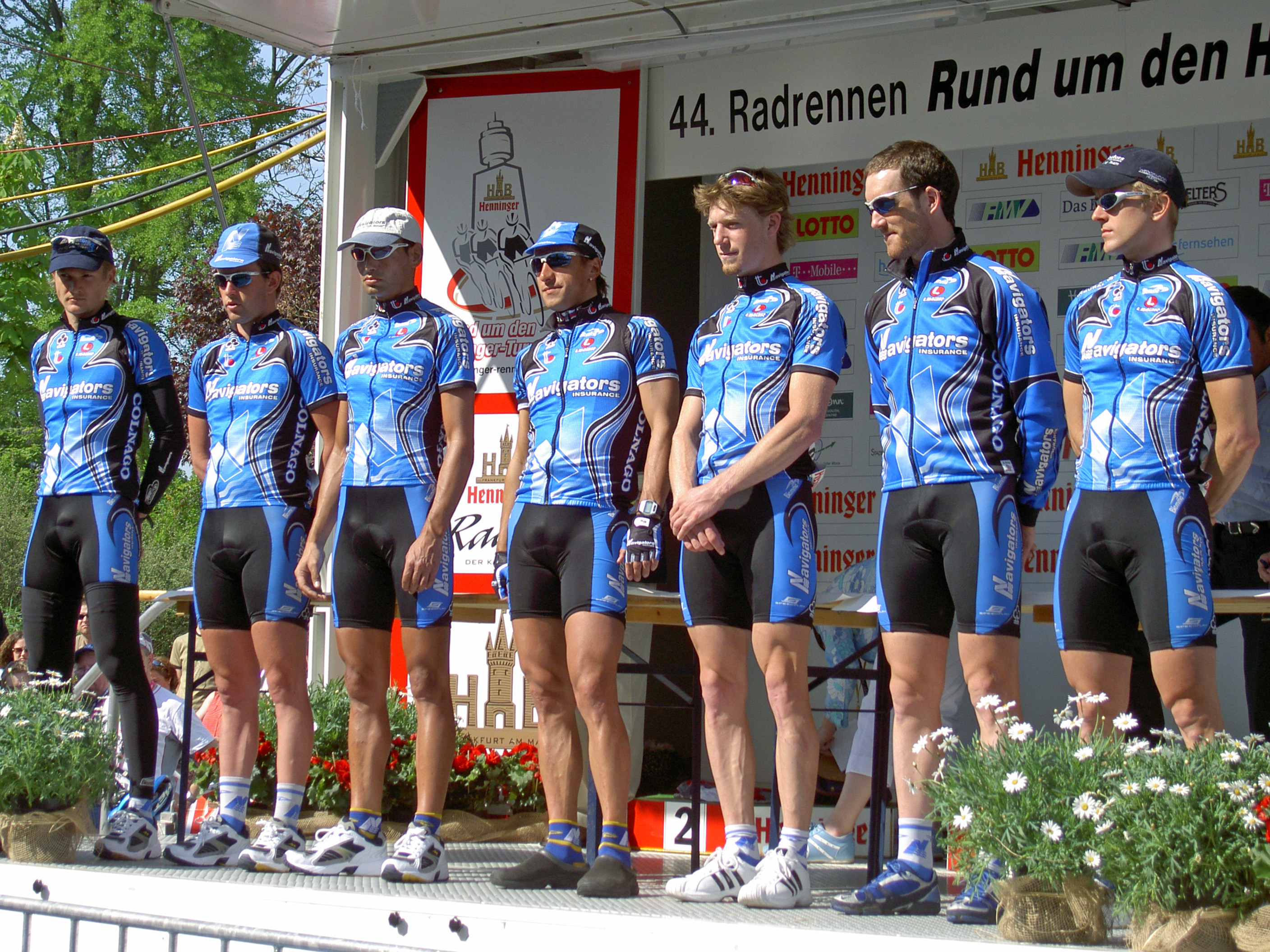
Die Mannschaft bei Rund um den Henninger Turm 2005

Das Navigators Insurance Cycling Team war ein US-amerikanisches Radsportteam.
Die Mannschaft konzentrierte sich hauptsächlich auf Rennen in den Vereinigten Staaten und auf dem ganzen amerikanischen Kontinent. Seit dem Jahr 2005 nahm das Team an der UCI America Tour als Continental Team teil. 2006 erhielten sie den Status als Professional Continental Team. Nach der Saison 2007 hat sich die Mannschaft aufgelöst.

## Saison 2007

### Erfolge in des UCI Continental Circuits
In den Rennen des UCI Continental Circuits gelangen die nachstehenden Erfolge.
| Datum        | Rennen                                | Fahrer           |
| ------------ | ------------------------------------- | ---------------- |
| 16. Mai      | 1. Etappe Rheinland-Pfalz-Rundfahrt   | Sergey Lagutin   |
| 13. Juni     | 2. Etappe Tour de Beauce              | Glen Chadwick    |
| 14. Juni     | 3. Etappe Tour de Beauce              | Glen Chadwick    |
| 15. Juni     | 4a. Etappe Tour de Beauce             | Ben Day          |
| 15. Juni     | 4b. Etappe Tour de Beauce             | Oleg Grischkin   |
| 12.–17. Juni | Gesamtwertung Tour de Beauce          | Ben Day          |
| 23. Juni     | Saturn Rochester Twilight Criterium   | Hilton Clarke    |
| 1. Juli      | Irische Meisterschaft – Straßenrennen | David O’Loughlin |

### Mannschaft
| Name               | Geburtstag         | Nationalität           | Team 2008                    |
| ------------------ | ------------------ | ---------------------- | ---------------------------- |
| Benjamin Brooks    | 21. März 1979      | Australien             | Team Type 1                  |
| Glen Chadwick      | 17. Oktober 1976   | Neuseeland             | Team Type 1                  |
| Hilton Clarke      | 11. Juli 1979      | Australien             | Toyota-United                |
| Matt Cooke         | 8. Mai 1979        | Vereinigte Staaten     | Health Net-Maxxis            |
| Ben Day            | 11. Dezember 1978  | Australien             | Toyota-United                |
| Oleg Grischkin     | 10. Februar 1975   | Russland               |                              |
| Kristian House     | 6. Oktober 1979    | Vereinigtes Königreich | Rapha Condor-Recycling.co.uk |
| Walerij Kobsarenko | 5. Februar 1977    | Ukraine                | Team Type 1                  |
| Sergey Lagutin     | 14. Januar 1981    | Usbekistan             | Cycle Collstrop              |
| Darren Lill        | 20. August 1982    | Südafrika              | BMC Racing Team              |
| David O’Loughlin   | 29. April 1978     | Irland                 | Pezula Racing Team           |
| Ciarán Power       | 8. Mai 1976        | Irland                 | Pezula Racing Team           |
| Wiktar Rapinski    | 17. Juni 1981      | Belarus                |                              |
| David Rodriguez    | 14. August 1979    | Vereinigte Staaten     |                              |
| Bernard Van Ulden  | 11. September 1979 | Vereinigte Staaten     | Jelly Belly Cycling Team     |
| Kyle Wamsley       | 1. März 1980       | Vereinigte Staaten     | Colavita-Sutter Home         |
| Michael Wolf       | 21. Juli 1985      | Vereinigte Staaten     |                              |
| Phil Zajicek       | 20. März 1979      | Vereinigte Staaten     | Health Net-Maxxis            |

## Ehemalige Fahrer
- Wiktar Rapinski (2004 und 2007)
- Kirk O’Bee (2001–2005)
- Nathan O’Neill (2005)
- Marty Nothstein (2004–2006)
- César Grajales (2005–2006)
- Shawn Milne (2006)
- David McKenzie (2004)

## Platzierungen in UCI-Ranglisten
UCI-Weltrangliste
| Saison | Mannschaftswertung | Fahrerwertung |
| ------ | ------------------ | ------------- |
| 1994   |                    |               |
| 1995   | 52. (GSIII)        |               |
| 1996   | 68. (GSIII)        |               |
| 1997   | 62. (GSIII)        |               |
| 1998   | 59. (GSIII)        |               |
| 1999   | 35. (GSII)         |               |
| 2000   | 41. (GSII)         |               |
| 2001   | 36. (GSII)         |               |
| 2002   | 16. (GSII)         |               |
| 2003   | 15. (GSII)         |               |
| 2004   | 10. (GSII)         |               |

UCI Africa Tour
| Saison | Mannschaftswertung | Fahrerwertung     |
| ------ | ------------------ | ----------------- |
| 2005   | -                  | -                 |
| 2006   | -                  | -                 |
| 2007   | 2.                 | Darren Lill (13.) |

UCI America Tour
| Saison | Mannschaftswertung | Fahrerwertung        |
| ------ | ------------------ | -------------------- |
| 2005   | 5.                 |                      |
| 2006   | 3.                 | Sergey Lagutin (10.) |
| 2007   | 4.                 | Sergey Lagutin (10.) |

UCI Asia Tour
| Saison | Mannschaftswertung | Fahrerwertung |
| ------ | ------------------ | ------------- |
| 2005   | 10.                |               |
| 2006   | 12.                |               |
| 2007   | -                  | -             |

UCI Europe Tour
| Saison | Mannschaftswertung | Fahrerwertung |
| ------ | ------------------ | ------------- |
| 2005   | 52.                |               |
| 2006   | 65.                |               |
| 2007   | 61.                |               |

UCI Oceania Tour
| Saison | Mannschaftswertung | Fahrerwertung      |
| ------ | ------------------ | ------------------ |
| 2005   | 8.                 |                    |
| 2006   | 11.                |                    |
| 2007   | 5.                 | Hilton Clarke (9.) |